# Ansumana Sanneh (Seyfo)
Alhaji Karang Ansumana Sanneh ist Seyfo (auch die engl. Bezeichnung Chief ist geläufig) für den gambischen Distrikt Kiang East.

## Leben und Wirken
Sanneh wurde 1977 Lehrer am Yundum College (heute: Gambia College) und war bis zu seinem Eintritt in die aktive Politik 1997 Schulleiter.
| Parlamentswahl | Stimmen | Stimmanteil |
| -------------- | ------- | ----------- |
| 1997           | 1.377   | 49,37 %     |

Bei den Parlamentswahlen 1997 trat Sanneh als Kandidat der Alliance for Patriotic Reorientation and Construction (APRC) im Wahlkreis Kiang East zur Wahl an. Er unterlag knapp seinen Gegenkandidaten Buba Samura von der United Democratic Party (UDP) mit 49,37 % der Stimmen.
Mit Wirkung zum 19. September 2001 wurde Sanneh zum Seyfo des Distrikts Kiang East bestimmt, er trat die Nachfolge von Sheriff Nyaling Sanneh an.
Im November 2008 wurde Sanneh von seinem Posten als Seyfo enthoben, Alhagie Cherno Sanneh übernahm erst mal stellvertretend die Amtsgeschäfte. Im Mai 2009 wurde die Entscheidung wieder rückgängig gemacht und Sanneh führte die Amtsgeschäfte nun weiter.
Ende Juni 2010 wurde Sanneh und drei weitere Personen beschuldigt in der Zeit von Oktober 2000 bis Oktober 2008, Gelder veruntreut zu haben. Der Fall wurde vor dem Mansakonko Magistrates Court verhandelt. Während des laufenden Strafverfahrens gegen Sanneh wurde Kebuteh Jassey (oder Kebuteh Jarsey), mit Wirkung zum 2. Juli 2010, zum amtierende Seyfo ernannt und Sanneh abgesetzt. Ende Januar 2011 wurde Ansumana Sanneh und die weiteren Angeklagten aus Mangel an Beweisen frei gesprochen.
Mit Wirkung zum 27. Juni 2011 wurde Sanneh in der Position als Seyfo wieder eingesetzt. Ein Jahr darauf, am 27. Juli 2012, wurde er aus dem Amt wieder entlassen und Kebuteh Jassey wieder eingesetzt. Am 30. Oktober 2013 wurde Sanneh wieder in dem Amt des Seyfo eingesetzt.

## Auszeichnungen und Ehrungen
- 2016 – July 22nd Revolution Award[17]